# Casa Font de Rubinat
Casa Font de Rubinat és un monument protegit com a bé cultural d'interès local del municipi de Reus (Baix Camp). Popularment se la coneix com a Cal Pau Font de Rubinat

## Descripció
Edifici entre mitgeres de planta baixa, entresòl, pis i golfes. Façana plana i composició simètrica a partir de les obertures de la planta baixa. Carreus de pedra natural, dovelles amb reclau i escut amb la inscripció de l'any 1602 damunt la porta principal allindanada, obertura en forma d'ull de bou a la planta baixa i entresòl.
Als buits balconers del primer pis hi ha baranes de ferro en els balcons. La part alta de l'edifici ha sofert reformes. Els materials utilitzats són la pedra natural i els arrebossats. Fusteria de fusta i persianes enrotllables en el primer pis.
Aquest edifici, situat al carrer de la Presó núm. 2, també té sortida pel carrer de les Galanes amb una façana i uns interiors de gust modernista dissenyada per Domènech i Montaner.
Entre 1908 i 1910 Lluís Domènech i Montaner, qui havia conegut Font de Rubinat en construir l'Institut Pere Mata de Reus, hi va realitzar diverses reformes entre les quals destaca la sala de lectura de la important biblioteca particular que conserva els nombrosos llibres de Font de Rubinat.. Les actuacions de Domènech i Montaner van ser sobretot a la part de l'edifici del carrer de les Galanes, que combina a la façana el parament d'obra vista i la pedra calcària emmarcant els balcons i altres elements. A la planta baixa, dos amplis arcs es transformen en dues grans obertures al primer pis que ocupa tota l'amplada de la façana. Al segon pis hi ha una galeria de 9 finestres d'arc escarser. El balcó del primer pis té un treball de forja molt interessant. Domènech i Montaner va fer el projecte decoratiu de la sala de lectura d'aquesta casa, de gran alçària, amb prestatgeries de fusta a dos nivells que volten part de l'estança i ho combinen amb elements escultòrics, com ara les escales helicoidals i una llar de foc de pedra molt ben treballada, amb representacions de roses, representació de l'escut de Reus. Flanquegen la llar de foc dues grans vidrieres que corresponen a les obertures del balcó del carrer de les Galanes, probablement dissenyades per Gaspar Homar, amb la representació de rosers estilitzats i els escuts de la família Font de Rubinat, testimoni d'una de les aficions de Pau Font de Rubinat, l'heràldica.

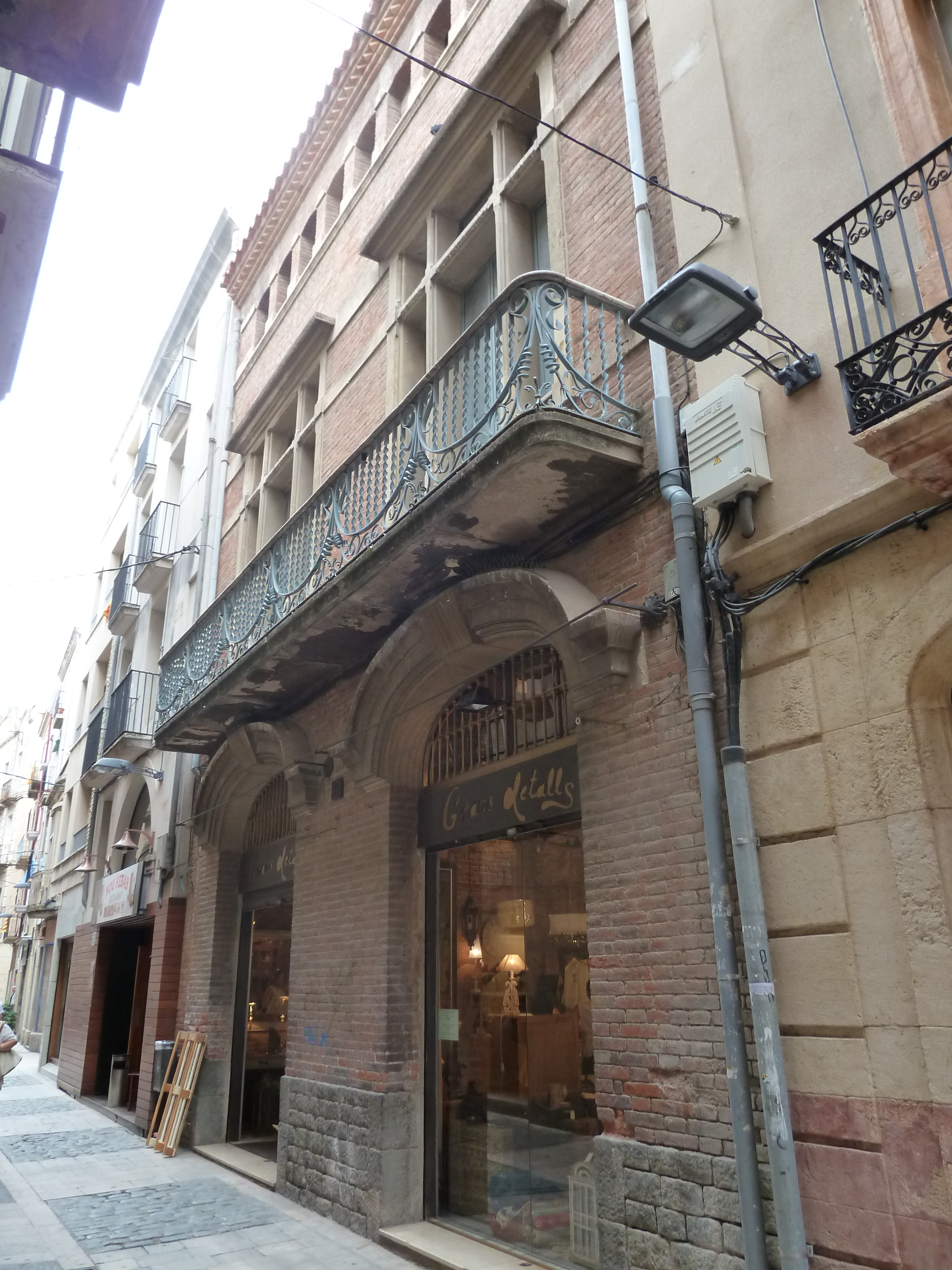
Casa Font de Rubinat des del carrer de les Galanes

## Història
En aquest edifici hi va néixer l'any 1860 Pau Font de Rubinat, bibliòfil i personatge molt vinculat tant a la vida política com cultural de Reus. L'any 1899 fou nomenat alcalde de Reus. La casa era patrimoni familiar.